# Przylądek Południowo-Wschodni

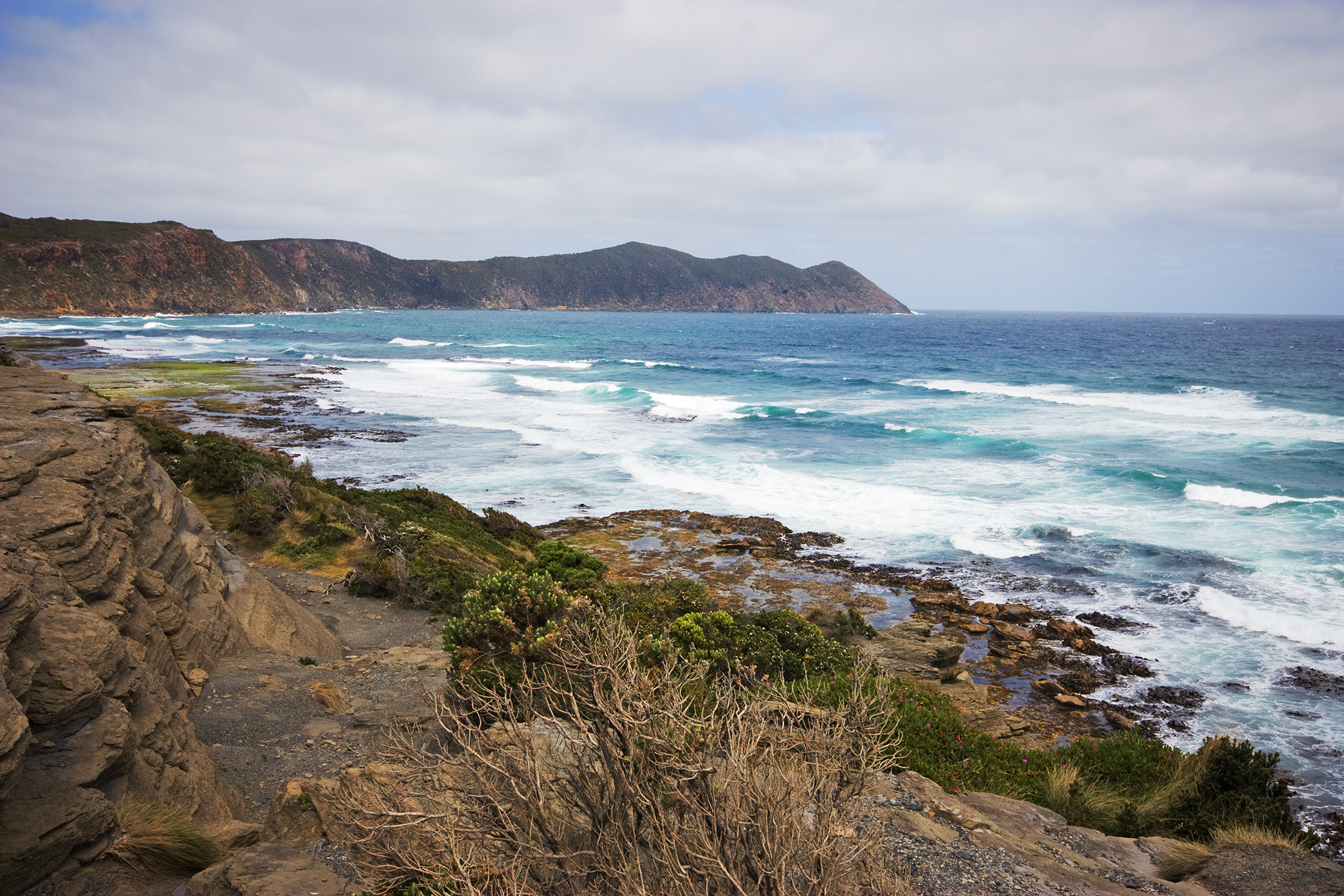
Widok na Przylądek Południowo-Wschodni

Przylądek Południowo-Wschodni – najdalej na południe wysunięty przylądek Tasmanii.
Co prawda bardziej na południe znajdują się Wyspy Maatsuyker, będące częścią Tasmanii, ale to ten punkt jest uznawany za południowy skraj Australii, gdyż leży na względnie dużym skrawku lądu.
Podróż na przylądek trwa z Hobart, stolicy wyspy, ok. 2 godzin i dociera tutaj droga prowadząca najdalej na południe w Australii.